# Territorio Sur de Baja California
Sur de Baja California, oficialmente llamado Territorio Federal Sur de Baja California, fue un territorio federal mexicano existente de 1931 a 1974, abarcaba al actual estado de Baja California Sur. Históricamente es la sucesora del territorio de Baja California junto con el territorio Norte de Baja California.

## Historia
En diciembre de 1930 el congreso de la unión modificó el artículo 43 de la constitución separando la península de Baja California en dos territorios: Norte de Baja California y Sur de Baja California. La frontera entre ambas se definió en el paralelo 28° de latitud norte.
La vida del territorio estuvo regida por fuertes movimientos políticos-sociales que buscaban, primero que el jefe político fuera nativo, y segundo obtener la categoría de estado, objetivo que se logró en 1974. Así mismo las políticas de los gobiernos federal y territorial buscaban integrar poblacional y económicamente la región al resto del país, usando para ello la colonización y desarrollo agrícola así como régimen arancelario preferencial que facilitó las importaciones extranjeras en el territorio. Parte de la estrategia de poblamiento se apoyó también en una gran inversión en infraestructura, servicios públicos, educación, turismo y otras actividades económicas primarias.